# Andırın
Andırın – miasto w Turcji, w prowincji Kahramanmaraş. W 2011 roku liczyło 7956 mieszkańców.